# Chery Tiggo 3x
Chery Tiggo 3x — субкомпактный кроссовер, выпускаемый с 2016 года китайской компанией Chery Automobile на базе Chery A13. В Бразилии и Чили автомобиль называется Chery Tiggo 2.

## Описание
Chery Tiggo 3x был представлен в 2016 году на Пекинском автосалоне. Цены варьируются от 58900 до 83900 юаней. Первоначально автомобиль оснащался 1,5-литровым бензиновым двигателем ACTECO мощностью 106 л. с. и крутящим моментом 135 Н⋅м в паре с пятиступенчатой механической или же четырёхступенчатой автоматической трансмиссией. С начала 2017 года автомобиль оснащается 1,2-литровым турбодвигателем мощностью 150 л. с., который сочетается в паре с шестиступенчатой механической трансмиссией или CVT. С 16 августа 2023 года автомобиль продаётся в России.
- Вид сзади
- Chery Fulwin 2 — прародитель Chery Tiggo 3x
- DR3

### Tiggo 3xe (3x EV)
Tiggo 3x EV является электромобилем на базе Chery Tiggo 3x. Он оснащается электродвигателем мощностью 90 кВт (121 л. с.).
- Вид спереди
- Вид сзади
- DR3 EV

## Chery Tiggo 3x Plus
В августе 2020 года Chery Tiggo 3x прошёл фейслифтинг и стал называться Chery Tiggo 3x Plus. Он разработан с использованием языка дизайна «Life In Motion 3.0» и имеет переработанную приборную панель. Автомобиль оснащается 1,5-литровым атмосферным рядным двигателем мощностью 116 л. с. и крутящим моментом 143 Н·м, который сочетается в паре с вариатором.
- Chery Tiggo 3x Plus
- Chery Tiggo 3x Plus

## Omoda 3
В мае 2023 года автомобиль прошёл рестайлинг приборной панели и задней части. Технические характеристики те же, что и у Chery Tiggo 3x Plus. Конкурентом является LADA XRAY.